# Estanys de Baiau
Els estanys de Baiau són dos estanys naturals d'origen glacial situats al circ de Baiau, a la capçalera del riu Noguera de Vallferrera. Pertanyen al terme municipal d'Alins a la comarca del Pallars Sobirà. La seva conca és de 128 hectàrees, està orientada cap al nord-oest i té com a punts més alts la Roca Entravessada (2.928 m), el pic de Sanfonts (2.886 m) i el pic de Baiau (2.885 m) tancant l'extrem sud-est de la conca.
Els estanys estan separats únicament per una franja de 50 metres d'amplada i entre ambdós hi ha un desnivell de 2 metres. L'estany superior, situat a una altitud de 2.482,7 té una superfície de 8 ha i una profunditat considerable que arriba als 22 metres. L'estany inferior està situat immediatament sota l'estany superior a una altitud de 2.480,6 m i té una superfície de 1,6 ha.
Els dos estanys desgüassen cap al pla de Baiau formant el riu de Baiau que per damunt també recull les aigües de l'estanyet de Baiau (2.403,7 m), pel marge dret, i dels estanys d'Escorbes (2.373,5 m) pel marge esquerre, i segueix avall cap a l'oest a través del pla d'Arcalís i el pla de Boet fins a afluir a la Noguera de Vallferrera.
La conca té la meitat de la seva superfície coberta per prats de Festuca airoides o de Festuca yvesii. La resta de la conca són tarteres o roca nua. Pel que fa a la química de les seves aigües, el material ric en sulfurs de les roques de la conca li confereix un pH proper o inferior a 5. Són, per tant, dels pocs estanys pirinencs que, juntament amb el d'Aixeus, a la mateixa vall i el de Pica Palomèra a la Val d'Aran, clarament àcids. Les mateixes condicions químiques fan que els organismes que hi poden viure siguin força diferents dels d'altres estanys i normalment menys abundants, les seves aigües tenen una transparència encara més elevada que els estanys pirinencs més comuns.
Els estanys es troben dins del Parc Natural de l'Alt Pirineu. El seu estat ecològic és Molt Bo segons la classificació de la Directiva Marc de l'Aigua. A diferència de l'estany de Pica Palomèra, els de Baiau no han patit cap alteració minera a la seva conca. Figures de prtotecció/gestíó: Pla d’espais d’interès natural (PEIN) API Alt Pirineu; Xarxa Natura 2000-ES5130003- Alt Pallars- LIC/ZEPA; Parc Natural Alt Pirineu
El refugi de Baiau (FEEC) està situat uns 150 m al nord, sobre un petit promontori que domina els dos estanys a una altitud de 2.517 m. Inaugurat l’any 1981, està enclavat al centre del circ de Baiau. És un refugi d’emergència (emissora d'emergència, mantes, matalassos) sense guarda.